# Киевско-Печорска лавра
Киевско-Печорската лавра (на украински: Києво-Печерська лавра) е исторически източноправославен пещерен манастир в Киев, Украйна, намиращ се на гористите склонове по река Днепър. Въпреки че представлява културна и туристическа забележителност, манастирът продължава да е действащ мъжки манастир.
От основаването си като пещерен манастир през 1051 година, Лаврата се смята за един от водещите центрове на православното християнство в Източна Европа и за духовна люлка на украинския народ. Въпреки че се намират на различни места в града, през 1990 година Киевско-Печорската лавра и катедралата „Света София“ са обявени за обект на културното наследство под закрилата на ЮНЕСКО. На 13 март 1996 година манастирският комплекс е обявен за самостоятелен исторически и културен резерват от национално значение. През август 2007, след гласуване на експерти и интернет общността, Лаврата е обявена за едно от Седемте чудеса на Украйна.
Понастоящем, мястото попада под споделената юрисдикция на държавния музей „Национален Киевско-Печорски исторически и културен резерват“.

## Сгради и съоръжения
Киевско-Печорската лавра съдържа множество архитектурни паметници: подземни пещерни системи, използвани като монашески килии и параклиси, крепостни стени, църкви, камбанарии. Основните забележителности на Лаврата са Голямата камбанария, катедралата „Свето Успение“ (Успенски събор), ограбена и взривена през Втората световна война, но напълно реконструирана през 1998–2000 година, Трапезната църква, Църквата „Вси светии“, Църквата на Спасителя в Берестове, Църквата на Berestove, the Church „Възхвала на Кръста“, Църквата „Света Троица“, Църквата „Рождество на Дева Мария“, Църквата „Зачатие на Света Анна“, Църквата „Животворен източник“. В Лаврата се намират и много други сгради, в това число Манастирът „Свети Николай“, Киевското богословска академия и духовна семинария.

### Пещерните комплекси
Пещерите на Киевско-Печорската лавра представляват две независими пещерни системи, всяка от които съдържа подземни църкви и мрежа от килии и тунели между тях.
През 1051, основателят на Лаврата, монахът Антоний, първо изкопал и се заселил в пещера на един от хълмове в съседство с днешната Лавра. Пещерата се разраснала, с многобройни допълнителни коридори и параклиси под земята в комплекс, известен днес като Далечните пещери (Дальні печери). През 1057, Антоний се преместил и поставил началото на нов пещерен комплекс, наречен Близките пещери (Ближні печери).

### Голямата камбанария
Голямата камбанария е една от основните атракции на Лаврата. С височината си от 96,5 метра, тя е една от най-високите камбанарии за времето, когато е издигната през 1731–1745 година. Проектирана е от архитекта Йохан Готфрид Шедел. Построена е в класически стил на четири етажа, увенчана с позлатено кубе.

### Входна църква „Света Троица“
Входната църква „Света Троица“ е разположена над Светите порти, и съдържа входа към манастира. Според легендата, тази църква е основана от княз Святослав. Построена е върху древна каменна църква, намирала се на същото място. След пожар през 1718 година, църквата е построена наново и фасадите и вътрешните стени са богато украсени с щукатури. През 18 век е построено ново позлатено кубе с крушовидна форма и към фасадата и външните стени са добавени флорални украси, а от северната страна е добавено каменно преддверие. Стенописите в интериора на църквата са дело на зографа Алимпи Галик в началото на 18 век и са с висока художествена стойност.

### Църквата „Вси светии“
Църквата „Вси светии“ е издигната през 1696–1698 година и представлява изящен образец на украинската барокова архитектура. Характерни за фасадите на църквата са богатите архитектурни украси. През 1905 година, ученици от художественото училище към Лаврата изрисуват стените във вътрешността на църквата. Резбованият иконостас е направен в началото на 18 век.

### Църквата на Спасителя в Берестове
На север от Киевско-Печорската лавра се намира Църквата на Спасителя в Берестове. Построена е около началото на 11 век в село Берестове при управлението на княз Владимир II Мономах. По-късно църквата послужила за мавзолей на династията Мономах, в това число в нея бил погребан и Юрий Долгорукий, основателят на Москва. Въпреки че се намира извън стени на лавренското укрепление, Църквата на Спасителя в Берестове е част от комплекса Киевско-Печорска лавра.
- Манастирът
- Катедрала „Свето Успение“ (реконструкция)
- Катедрала „Свето Успение“ (разрушен през 1942 г.)
- 1890 г.

## Известни погребения
В Лаврата са погребани над 100 души, измежду които най-известните са:
- (предполагаемо) Иля Муромец – в пещерите (около 11-12 век)
- Хронистът Нестор – в Близките пещери (около 1114 г.)
- Олег, син на Владимир II Мономах – в Църквата на Спасителя в Берестов (около 12 век)
- Евфемия Киевска, дъщеря на Владимир II Мономах – в Църквата на Спасителя в Берестов (1139 г.)
- Юрий Долгорукий – в Църквата на Спасителя в Берестов (1157 г.)
- Пьотър Столипин – край Трапезната църква (1911 г.)